# Конско (община Охрид)
Вижте пояснителната страница за други значения на Конско.
Конско (на македонска литературна норма: Коњско) е село в община Охрид на Северна Македония.

## География
Селото е разположено в планината Галичица над източния бряг на Охридското езеро, южно от град Охрид по пътя за манастира Свети Наум.

## История
В „Етнография на вилаетите Адрианопол, Монастир и Салоника“, издадена в Константинопол в 1878 година и отразяваща статистиката на населението от 1873 година Конско (Konsko) е посочено като село с 40 домакинства със 116 жители българи.
Според статистиката на Васил Кънчов („Македония. Етнография и статистика“) към 1900 година в Койнско живеят 360 българи-християни.
На Етнографската карта на Битолския вилает на Картографския институт в София от 1901 година Конско е чисто българско село в Охридската каза на Битолския санджак с 45 къщи.
В началото на XX век цялото население на Конско е под върховенството на Българската екзархия. По данни на секретаря на екзархията Димитър Мишев („La Macédoine et sa Population Chrétienne“) в 1905 година в селото има 360 българи екзархисти.
На 13 януари 1903 година в сражение с редовна турска войска и башибозук край Конско загива войводата на ВМОРО поп Христо Търпев заедно с още двама четници. Сред битката, в която турците дават много жертви, селото е подложено на репресии, включващи масови побоища, арести, обиски и грабежи. Двама местни жители умират в затвора.
При избухването на Балканската война 7 души от Конско са доброволци в Македоно-одринското опълчение.
В 1927 година е възобновена църквата „Свети Мина“. Живописта е дело на зографа Кръстьо Николов и сина му Рафаил Кръстев от Лазарополе и е изписана в 1928 година.
Според преброяването от 2002 година селото има 22 жители северномакедонци.
| Националност     | Всичко |
| северномакедонци | 22     |
| албанци          | 0      |
| турци            | 0      |
| роми             | 0      |
| власи            | 0      |
| сърби            | 0      |
| бошняци          | 0      |
| други            | 0      |

## Личности
Родени в Конско
- Петър Ангелов, македоно-одрински опълченец, 30-годишен, четата на Коста Христов Попето, четата на Никола Лефтеров[9]

Починали в Конско
- Секула Алексов (1874 – ?), български революционер
- Христо Търпев (1872 – 1903), български свещеник и революционер